# Чемпіонат України з гандболу серед чоловіків 2020—2021
Чемпіонат України з гандболу серед чоловіків (чоловіча Суперліга) 2020/2021 — двадцять дев'ятий чемпіонат України.

## Учасники та терміни проведення
У чемпіонаті брали участь 8 команд. Розпочався чемпіонат 12 вересня 2020 року, завершився 7 травня 2021 року. 
- «ЦСКА-Київ»(м. Київ)
- «Донбас» (Донеччина)
- «Портовик» (м. Южне);
- «Мотор» (м. Запоріжжя)
- «Одеса» (м. Одеса);
- «Мотор-Політехніка-ЗАБ» (м. Запоріжжя);
- «Академія гандболу» (м. Запоріжжя - Луганщина);
- «СКА-Львів» (м. Львів).

Згідно з регламентом і календаремУ першому етапі чемпіонату проведено 14 турів, по одній грі в кожному турі.
На другому етапі чемпіонату команди були розподілені на дві групи за результатами ігор попереднього етапу. До групи «А» увійшли команди, що зайняли 1-4 місця після попереднього етапу. До групи «Б» увійшли команди, що зайняли 5-8 місця. Тривав другий етап чемпіонату 8 турів за коловою системою по одній грі в турі, із збереженням очок, набраних на попередньому етапі. На третьому етапі чемпіонату команди зіграли дві гри, перша команда в групі зіграла з четвертою, друга — з третьою. 
Матчі плей-оф до двох перемог у цьому сезоні не проводився, бо після завершення трьох етапів різниця набраних очок команд, що зайняли 1 та 2 місця та між командами, що зайняли 3 та 4 місця становила більше  7 очок. 
```
Призерами чемпіонату стали:
```

- «Мотор» — 21 перемога та одна нічия у 22 матчах;
- «Донбас»  — 16 перемог та одна нічия у 22 матчах;
- Одеса — 12 перемог 22 матчах.

## Турнірна таблиця. Суперліга

### Перший етап
| № | Команда                                 | І  | В  | Н | П  | М       | О  |
| - | --------------------------------------- | -- | -- | - | -- | ------- | -- |
| 1 | «Мотор» Запоріжжя                       | 14 | 13 | 1 | 0  | 563:257 | 27 |
| 2 | «Донбас» Маріуполь                      | 14 | 12 | 1 | 1  | 495:373 | 25 |
| 3 | «Одеса» Одеса                           | 14 | 9  | 0 | 5  | 448:425 | 18 |
| 4 | «Академія гандболу» Запоріжжя-Луганщина | 14 | 7  | 0 | 7  | 356:356 | 14 |
| 5 | «Портовик» Южне                         | 14 | 5  | 0 | 9  | 304:358 | 10 |
| 6 | «Мотор-Політехніка-ЗАБ» Запоріжжя       | 14 | 4  | 0 | 10 | 394:450 | 8  |
| 7 | «ЦСКА-Київ» Київ                        | 14 | 3  | 0 | 11 | 328:441 | 6  |
| 8 | «СКА-Львів» Львів                       | 14 | 2  | 0 | 12 | 277:505 | 4  |

### Другий етап

#### Група «А»
| № | Команда                                 | І  | В  | Н | П  | М       | О  |
| - | --------------------------------------- | -- | -- | - | -- | ------- | -- |
|   | «Мотор» Запоріжжя                       | 22 | 21 | 1 | 0  | 908:432 | 43 |
|   | «Донбас» Маріуполь                      | 22 | 16 | 1 | 5  | 734:633 | 33 |
|   | «Одеса» Одеса                           | 22 | 12 | 0 | 10 | 678:688 | 24 |
| 4 | «Академія гандболу» Запоріжжя-Луганщина | 14 | 8  | 0 | 14 | 535:651 | 16 |

#### Група «Б»
| № | Команда                           | І  | В  | Н | П  | М       | О  |
| - | --------------------------------- | -- | -- | - | -- | ------- | -- |
| 5 | «Портовик» Южне                   | 20 | 11 | 0 | 9  | 526:525 | 22 |
| 6 | «ЦСКА-Київ» Київ                  | 20 | 7  | 0 | 13 | 520:625 | 14 |
| 7 | «Мотор-Політехніка-ЗАБ» Запоріжжя | 20 | 6  | 0 | 14 | 579:620 | 12 |
| 8 | «СКА-Львів» Львів                 | 20 | 2  | 0 | 18 | 415:721 | 4  |

## Найкращі бомбардири

### Топ-10 чемпіонату
| Місце | Гравець           | Клуб                    | Голи |
| ----- | ----------------- | ----------------------- | ---- |
| 1     | Дмитро Коваленко  | «Одеса»                 | 169  |
| 2     | Ростислав Поліщук | «Портовик»              | 156  |
| 3     | Руслан Діякону    | «Одеса»                 | 133  |
| 4     | Дмитро Гарбар     | «СКА-Львів»             | 131  |
| 5     | Ілля Близнюк      | «Мотор-Політехніка-ЗАБ» | 130  |
| 6     | Ігор Одіноков     | «Академія гандболу»     | 125  |
| 7     | Віталій Горовий   | «Портовик»              | 123  |
| 8     | Станіслав Плясун  | «ЦСКА-Київ»             | 118  |
| 9     | Олександр Касай   | «Мотор»                 | 104  |
| 10    | Володимир Кілєвий | «Донбас»                | 103  |

Після закінчення чемпіонату